# Villa Dürckheim

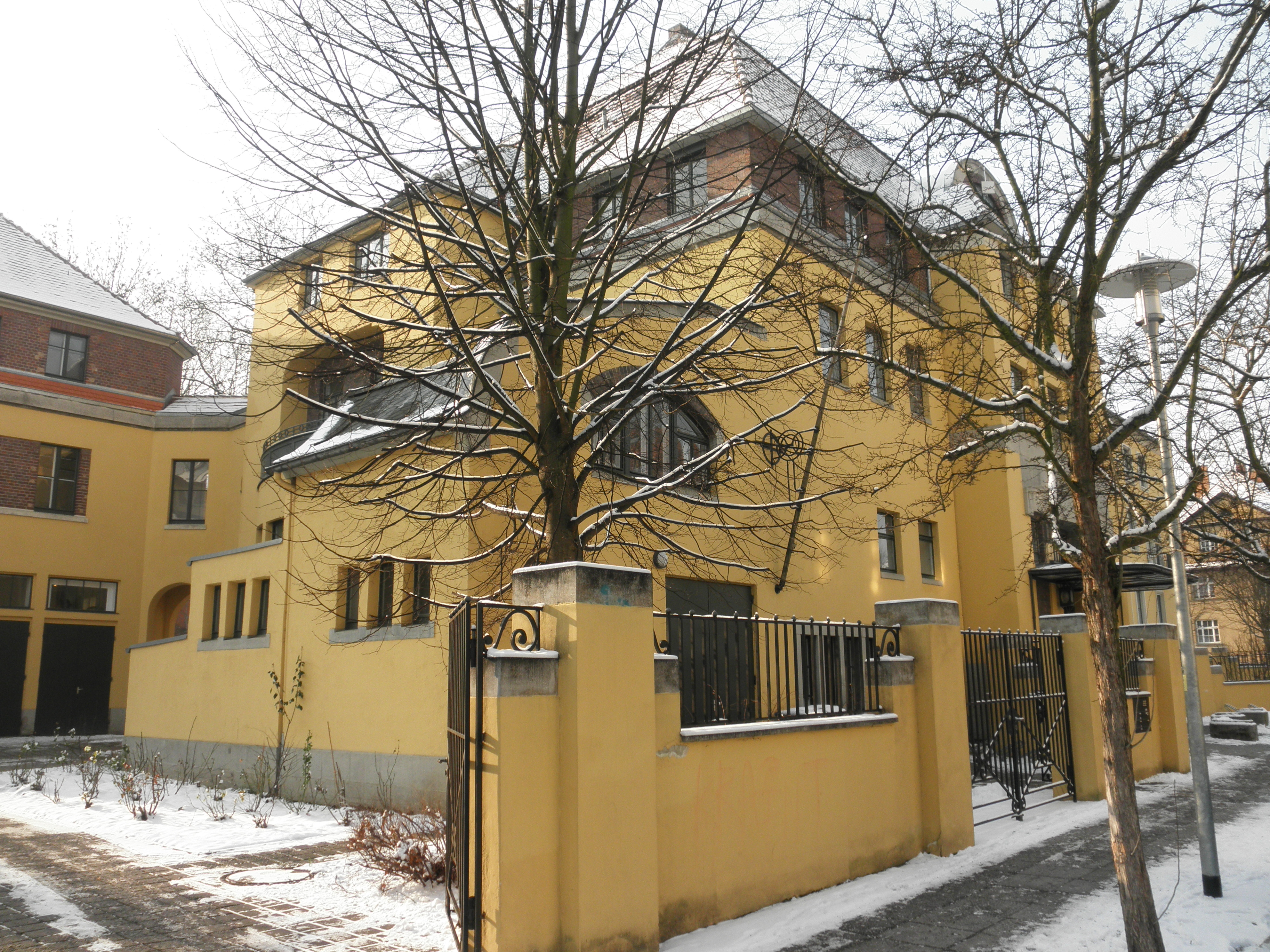
Villa Dürckheim, Straßenseite (2012)

Die Villa Dürckheim in Weimar, Cranachstraße 47, wurde als „Palais Dürckheim“ 1912/13 nach Entwürfen von Henry van de Velde erbaut. Nach 1928 diente das erweiterte Haus als Verwaltungsgebäude, sowjetische Kommandantur, Kreisverwaltung des Ministeriums für Staatssicherheit und nach baulicher Erneuerung seit 2007 als Wohn- und Bürohaus.

## Bau- und Nutzungsgeschichte
Den Bauauftrag erhielt van de Velde 1912 von Graf Friedrich von Dürckheim-Montmartin. Der Wohlstand, der den Bau ermöglichte, beruhte auf dem ererbten Vermögen der Ehefrau des Bauherrn, Charlotte geb. von Kusserow. Sie wird als sehr kultivierte und künstlerisch interessierte Frau geschildert.
Im Frühjahr 1913 war der monumentale, dreigeschossige Adelssitz mit aufwändiger Innenausstattung fertiggestellt. Er diente als offener Salon, in dem sich bis 1928 Honoratioren der Stadt und Künstler trafen. Besonders der „I-Kreis“ (Intelligenzkreis) tagte dort. Darin „vereinigten sich die Vielen, die aufgrund ihrer Stellung in der Gesellschaft oder Kunst- und Gelehrtenwelt sich über die anderen erhaben dünkten. Von den eigentlichen Hofkreisen verkehrten bei Dürckheims nur wenige, etwas freiere Elemente“. Zu den regelmäßigen Gästen gehörten der Intendant und Kapellmeister des Hoftheaters, bekannte Bildhauer, Maler und Pianisten. 1928 erwarben die Thüringenwerke (Aktiengesellschaft Thüringische Werke) die Villa als repräsentatives Verwaltungsgebäude. 1935 erfolgte ein Erweiterungsbau nach Süden, 1938 ein größerer Anbau straßenseitig nach Westen, der in die Grundrissstruktur und somit in die von van de Velde gestaltete Raumfolge der Villa eingriff.
1945 beschlagnahmte die Rote Armee das Gebäude und machte es zum Sitz ihres Geheimdienstes und zur sowjetischen Kommandantur. Die Cranachstraße war deshalb bis 1963 für Deutsche hermetisch abgeriegelt. Von 1968 bis 1989 war die Anlage in der Cranachstraße 47 dann Sitz der Kreisverwaltung des Ministeriums für Staatssicherheit, das Grundstück war umgeben von einer zwei Meter hohen Mauer. 1989 waren dort in 37 Dienstzimmern 74 Mitarbeiter beschäftigt. In Weimar wurde der Begriff Cranachstraße zum Synonym für diese Behörde. Im Dezember 1989 öffneten sich die Tore für die Bevölkerung, nachdem Abhör- und Überwachungsanlagen unbrauchbar gemacht worden waren. In der politischen Wende erhielten die Vereinigten Energiewerke AG (VEAG) als Rechtsnachfolger der Thüringenwerke Anfang 1990 den Komplex. Sie sorgten für die Entfernung von Überwachungsanlagen, Stahlschränken, Fenster- und Türgittern. Die Villa mit ihren Anbauten aus den 1930er Jahren diente dann zunächst wieder als Verwaltungsgebäude und stand später leer. 2006 erwarben zwei Architekten das Anwesen. Die Restaurierung erfolgte „bestandsorientiert und ohne weitergehende Eingriffe“. Nach Wiederherstellung der repräsentativen Räumlichkeiten stehen diese seit 2007 für gesellschaftliche Anlässe und Ausstellungen zur Verfügung. Die Villa Dürckheim dient nun überwiegend als umfassend saniertes Wohn- und Bürohaus, auch die Bauhaus-Universität Weimar nutzt einen Teil der Räume.
Seit 1996 steht das Gebäude unter Denkmalschutz.

## Bilder von 2012

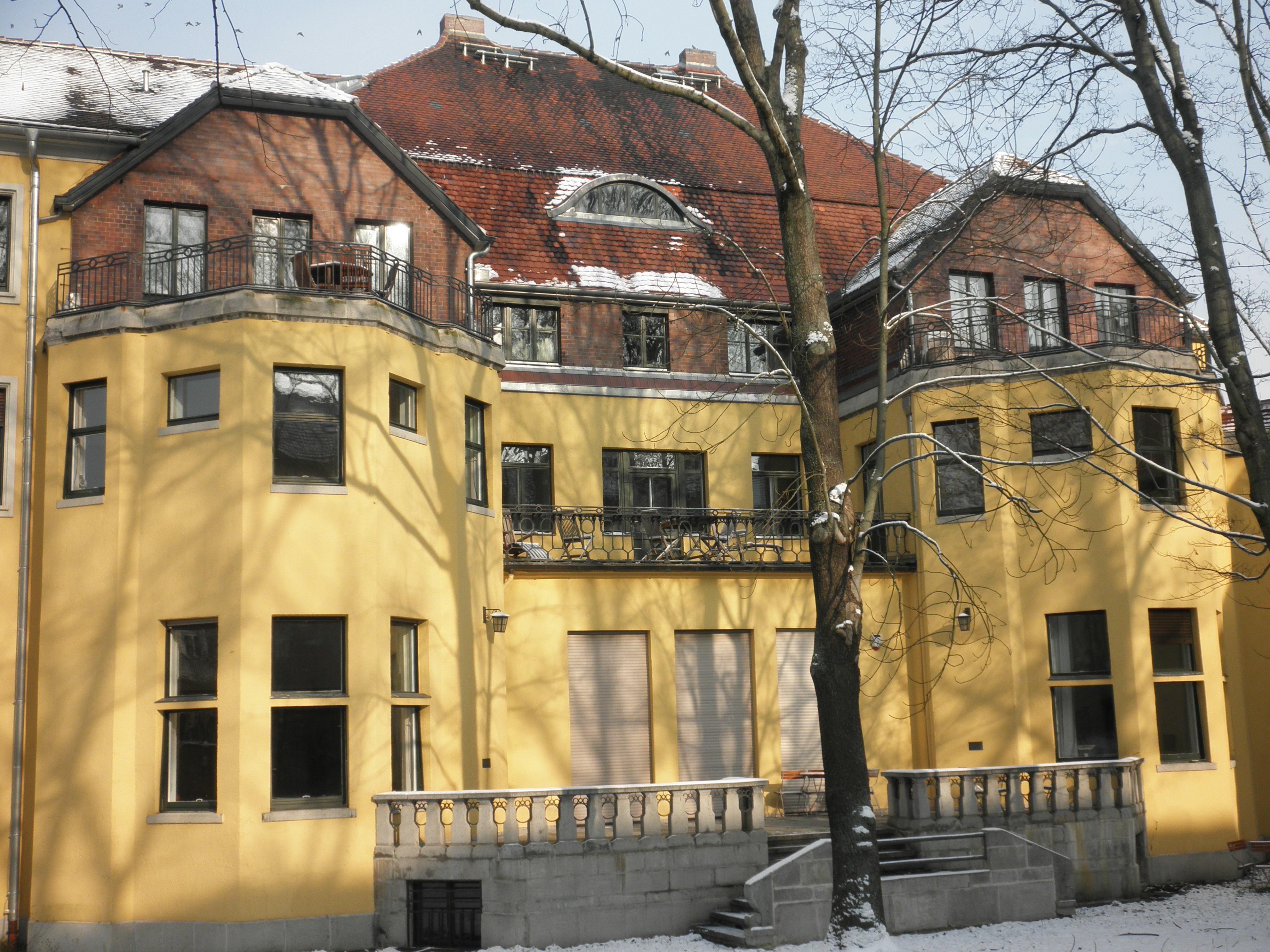
Parkseite der Villa
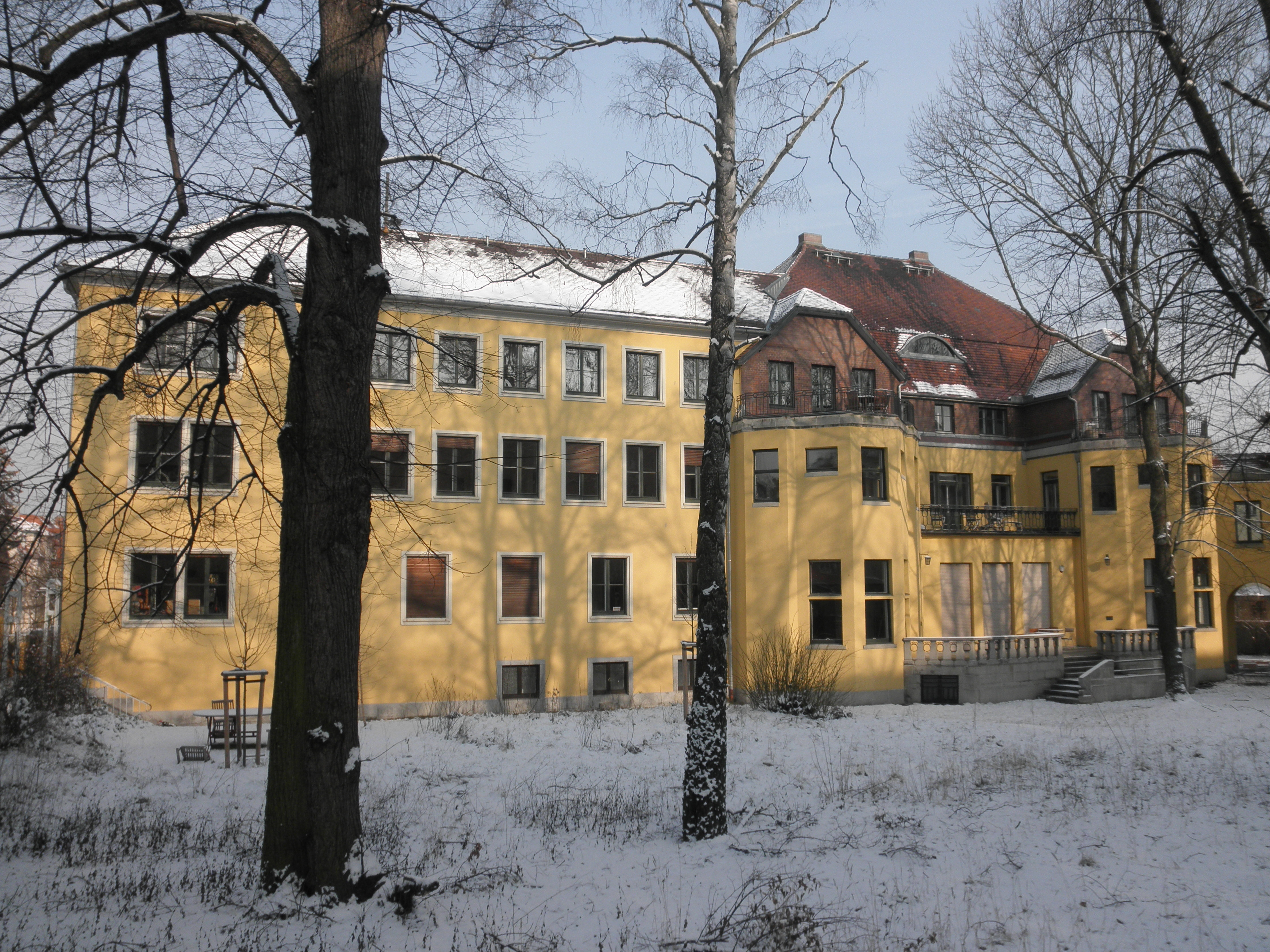
Parkseite mit Anbau von 1938
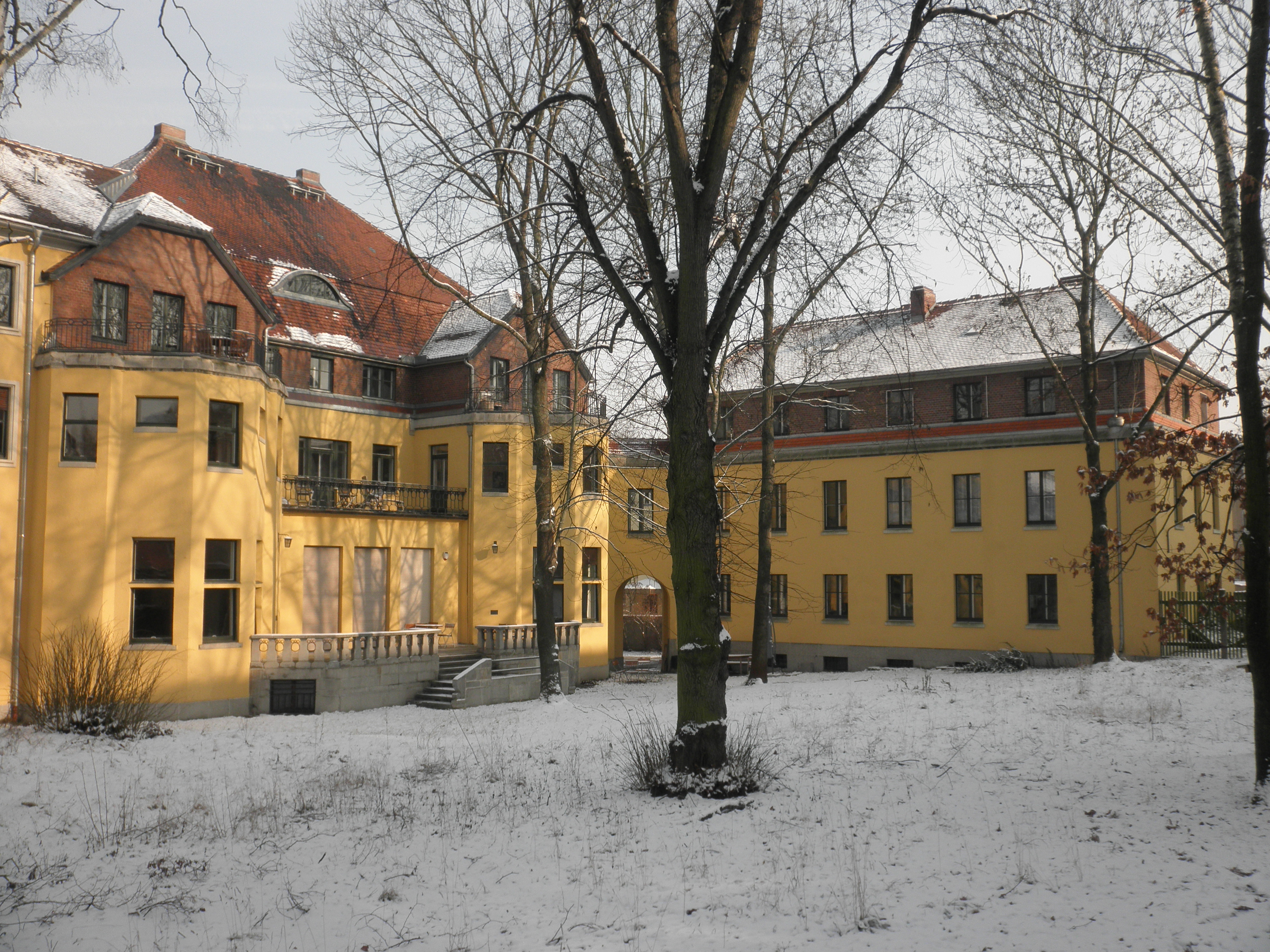
Parkseite mit Zusatzbau von 1935
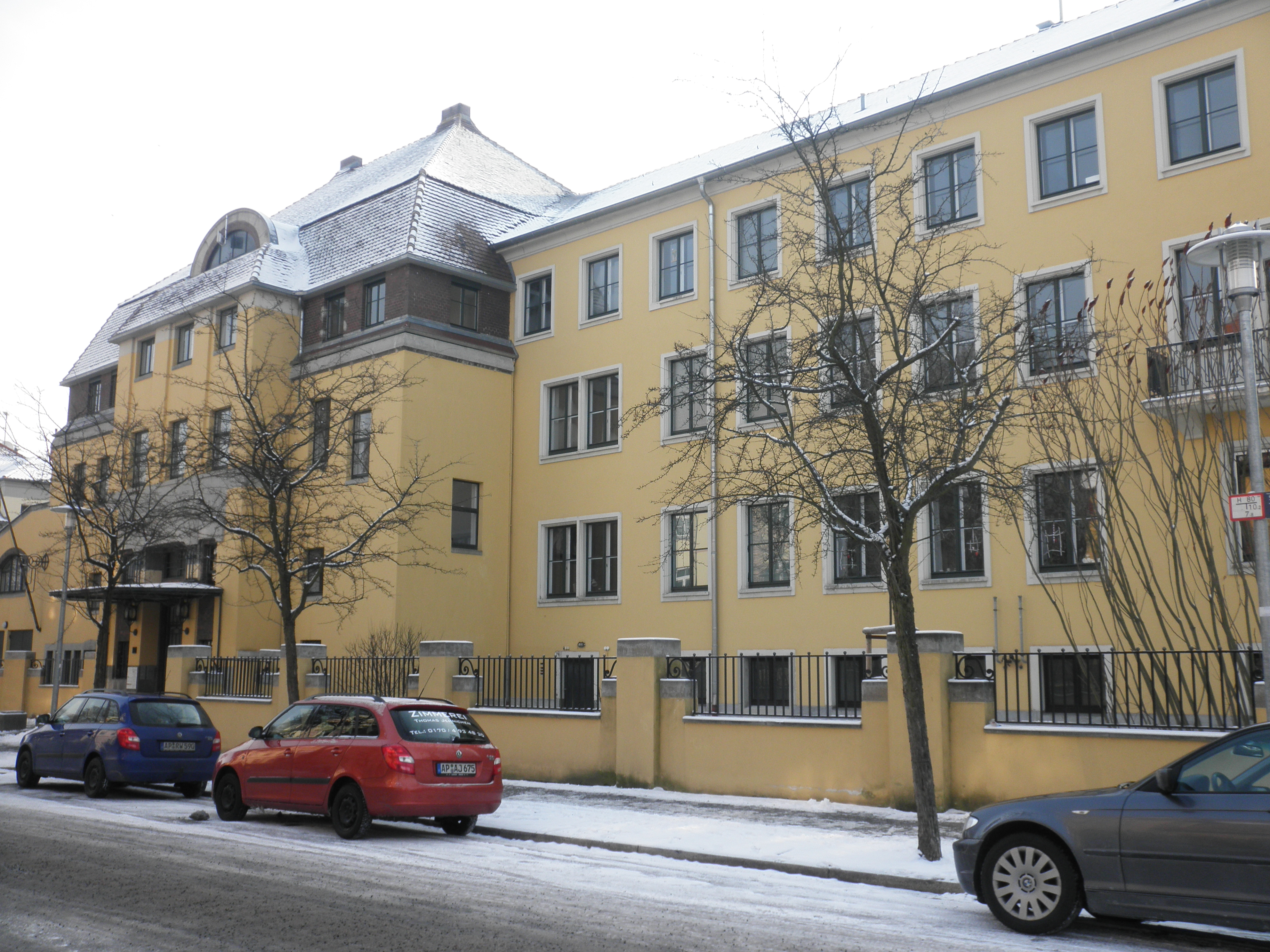
Straßenseite mit Anbau von 1938